# Andrea Bulgaro
Andrea Bulgaro, a cui aggiunse al proprio il cognome de Franchi dopo l'entrata nell'omonimo albergo (1359), è stato un diplomatico e poeta italiano, al servizio della Repubblica di Genova.

## Biografia
Nato intorno al 1359 da nobile famiglia guelfa, Bulgaro fu una figura importante nel panorama della società genovese nel periodo a cavallo tra il XIV e XV secolo.
Divenne "Anziano" del Comune nel 1390, diplomatico ed ambasciatore presso Carlo VI di Francia, all'epoca signore di Genova, nel 1399.
Nel 1409 venne chiamato, in qualità di testimone, a partecipare al processo tenutosi a Pisa contro l'antipapa Benedetto XIII. Successivamente, nel 1412 fu a Roma, e dal 1415 nella natia Genova, ove entrò con i suoi familiari nell'albergo dei Nobili De Franchi, spostandosi nel partito ghibellino.
Fu anche medico al servizio dell'arcivescovo umanista Pileo de Marini nel primo trentennio del Quattrocento, presso il quale cercò di favorire il figlio Marco, canonico e prevosto presso la cattedrale di San Lorenzo a partire dal 1424.
Bulgaro si cimentò anche nella poesia, scrivendo in lingua ligure. Le sue poesie erano dedicate a personalità locali o ad eventi storici legati al capoluogo ligure. In un suo componimento del 1425, cita per la prima volta l'esistenza del vino rossese.